# Проституция на Украине

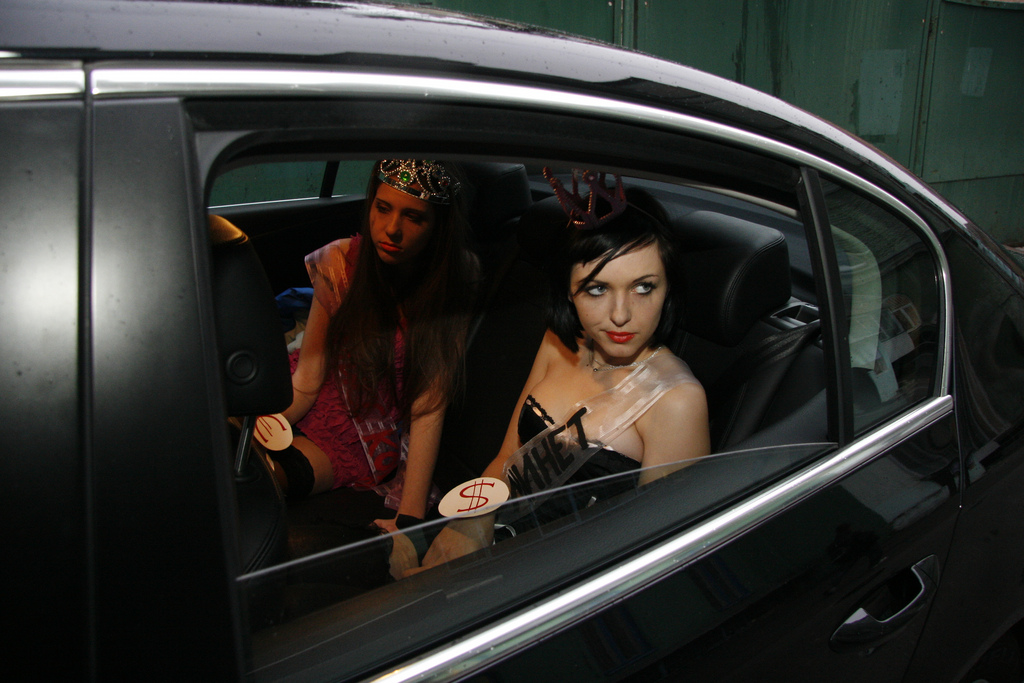
Активистки движения FEMEN. Акция «Лядская дорожка». Надписи на лентах у активисток: «Мисс койка» и «Вице-мисс минет». Киев, 5 декабря 2009 года

Проституция на Украине нелегальна, но распространена. Как и в других странах СНГ, незначительный процент женщин занимается этим ремеслом,чтобы содержать свои семьи, некоторые смотрят на это как на источник постоянного немалого дохода, некоторые — как на источник дополнительного заработка.

## Причины и предпосылки возникновения
Как указывает профессор женских исследований Род-Айлендского университета Донна Хьюз, в течение десятилетий традиционно считалось, что основными транснациональными поставщиками человеческого материала для сексуальной эксплуатации являлись государства Юго-Восточной Азии (Таиланд, Филиппины и др.). Однако распад Советского Союза и связанные с ним потрясения открыли для миллионов женщин возможность доступа к рынку вакансий международной секс-индустрии. При этом в их родной стране свирепствовали безработица и гиперинфляция, которые вели к развалу налаженных экономических отношений и обнищанию населения. В свете этих изменений Украина, наряду с некоторыми другими республиками СНГ, прочно утвердилась среди лидеров по числу секс-работниц, экспортируемых во все части земного шара (см. торговля людьми на Украине). Вместе с тем подчёркивается, что в тот период времени основная масса экс-советских женщин покидала пределы своих республик без точной привязки к конкретной республике бывшего СССР, откуда они родом и, как следствие, в исследовательской работе они фигурируют как «русские» или «восточно-европейские».

## Количественные показатели
Профессор женских исследований Род-Айлендского университета Донна Хьюз указывает, что, по существующим оценкам, в Европейском союзе в сфере проституции занято около полумиллиона представительниц Центральной и Восточной Европы. Однако, наиболее популярными направлениями для проституции, как правило, становятся государства, где это явление не является противозаконным (Германия, Нидерланды). Например, по данным на 1998 год 87,5 % женщин, ввезённых в Германию, были из Восточной Европы, среди которых 17 % было из Польши (см. проституция в Польше), 14 % — с Украины, 12 % — из Чешской Республики и 8 % — из Российской Федерации.
Кроме того, Хьюз обращает внимание на то, что, по данным на 1995 год, в Нидерландах количество секс-работниц с Украины превысило число их коллег из любой другой страны, а в 1996 году Украина по этому показателю заняла второе место. Исследователи из Лейденского университета указывают, что из 25 000 женщин, занимающихся проституцией в Нидерландах, 33 % являются выходцами с Украины, а 3 % — из Российской Федерации.
По данным на 2002 год, размах нелегального трафика женщин для занятий проституцией поставил Украину на первое место в мировом масштабе. Государственный департамент США пришёл к выводу, что несмотря на значительные усилия украинского правительства по пресечению криминальных каналов вывоза людей, эти попытки не соответствуют даже минимальным стандартам сразу в нескольких ключевых сферах и по целому ряду причин. Среди основных указывается на коррупцию (см. коррупция на Украине), неспособности расследовать и привлекать к ответственности виновных и т. п..
Согласно данным проекта Агентства США по международному развитию «Реформа ВИЧ в действии», на 2017 год средний возраст украинской секс-работницы составляет 28,5 лет, причём для 81 % из них предоставление сексуальных услуг является основным источником дохода. Изучение их условий работы показывает, что они сталкиваются с высоким уровнем дискриминации, жестокого обращения и насилия. Обыденным явлением на Украине считается насилие по отношению к секс-работницам со стороны сотрудников органов охраны правопорядка, которое может также принимать формы сексуального принуждения.

## Особенности
Отмечается, что в сфере коммерческого оборота сексуальных услуг женщины Украины рассматриваются среди наиболее ценных представительниц этой профессии, а сама страна вошла в число крупнейших поставщиков людских ресурсов для проституции. По данным за 1998 год украинского Министерства внутренних дел, за десятилетие объём нелегального вывоза составил около 400 000 человек, хотя многие неправительственные организации называют более высокие цифры. Например, Международная организация по миграции указывает, что в промежуток времени с 1991 по 1998 год в западные страны уехало не менее полумиллиона украинок. Наиболее популярными направлениями являются Италия, Испания, Турция, Кипр, Греция, Канада и др. Более того, в Турции украинские женщины являются самой многочисленной группой иностранных проституток, а на американских военных базах в Корее они занимают по этому показателю второе место.
Нередко вывоз женщин за рубеж для сексуальной эксплуатации сопровождается обманом, манипуляциями, принуждением и даже насилием над жертвами. Однако ряд исследований показали, что многие женщины, депортированные местными властями назад на Украину из-за проституции, не рассматривают себя в качестве потерпевших и считают такую судьбу результатом своего сознательного выбора. Сделав этот выбор и уехав, к примеру, в Турцию им удавалось зарабатывать неплохие деньги, наслаждаясь приличными условиями труда. Вдобавок, по их свидетельству, большинство мужчин из их турецкой клиентуры относились к ним с уважением и симпатией. Резюмируя, можно сделать вывод, что случаи насильственного принуждения к занятиям проституцией не являются исключением, однако большая часть собранных данных, указывает, что украинская проституция в Турции остаётся вполне добровольным занятием.
По данным USAID и министерства здравоохранения на 2008—2009 годы Украина лидировала в своём регионе по относительному количеству ВИЧ-инфицированных среди секс-работниц, число которых составило 13,2 % (см. ВИЧ/СПИД на Украине). Стоит обратить внимание, что за последние пять лет наблюдался значительный рост распространённости ВИЧ в наиболее заражённых городах (Киев, Донецк и др.) Отмечается, что украинские секс-работницы демонстрируют весьма невысокий уровень понимания механизмов распространения СПИД, только 48 % из них имеют относительно целостное представления о способах передачи инфекции.
В ряде исследовательских работ указано, что украинские секс-работницы нередко становятся жертвами насилия, дискриминации и социальной стигматизации, которые наиболее часто фиксируются в связи с полицейским произволом. Как правило, он проявляет себя в различных формах физических или сексуальных издевательств в контексте социальной дискриминации (см. насилие над женщинами на Украине). Помимо полицейского насилия украинские секс-работницы свидетельствуют о дискриминации в получении социальной и медицинской поддержки, причём никаких формальных расследований по этим случаям не проводится. Обыденным является жестокое сексуальное обращение со стороны клиентов и сутенёров, а в научных исследованиях не уделяется должного внимания ни этому аспекту противоправной деятельности, ни его последствиям в плане распространения ВИЧ-инфекции.

## Законодательство
Занятие проституцией на Украине запрещено указом Президиума Верховного Совета УССР 12 июня 1987 года. Согласно статье 181-1 Кодекса об административных правонарушениях, за это полагается штраф. При этом с 1 сентября 2001 года в течение нескольких лет систематически проституция была не административным, а уголовным правонарушением и влекла наказание вплоть до общественных работ, однако 12 января 2006 года уголовная ответственность за занятие проституцией была отменена.
Иностранный секс-туризм существует как нелегальная индустрия. 12 января 2005 года Верховная рада Украины ужесточила наказание за организацию борделей. Однако усилия правоохранительных органов по борьбе с проституцией малоэффективны.

### Легализация проституции
В мае 2015 с заявлениями о легализации проституции выступил депутат Рады Михаил Гаврилюк. Эту идею он обосновывал необходимостью оградить население страны от венерических заболеваний.
18 сентября 2015 в Верховной раде Украины был зарегистрирован законопроект, в котором предложено легализовать проституцию, но её так и не легализировали. Эту идею поддержал Юрий Луценко.
В сентябре 2016 инициативу легализовать проституцию озвучил депутат Верховной Рады Сергей Лещенко.
В октябре 2016 глава некоммерческой организации «Легалайф-Украина» Наталья Исаева предложила легализовать в стране проституцию, чтобы дать возможность вовлечённым в эту деятельность заработать и платить за коммунальные услуги.
Владимир Зеленский предлагал в 2019 году в предвыборной программе: легализацию проституции, игорного бизнеса в одном городе по примеру Лас-Вегаса, и медицинского каннабиса на всей территории страны.

## Нелегальный экспорт проституток
По заключению Международной организации по миграции, с точки зрения международной торговли людьми Украина представляет собой источник товара, его транзитный маршрут и пункт назначения одновременно. Основными экспортными направлениями вывоза человеческого материала с Украины являются Польша, Турция, Италия, Австрия, Испания, Германия, Португалия, Чехия, Объединённые Арабские Эмираты, Великобритания, Израиль, Греция, Ливан, Бенин, Тунис, Республика Кипр, Швейцария, США, Канада, Россия и Белоруссия, помимо этого всё возрастающая доля сделок осуществляется на внутриукраинском рынке.
В 2009 году обнародована информация о бывшей «Мисс Львов» как организаторе экспорта секс-рабынь:

Министр внутренних дел Украины Луценко сообщил, что только в 2008 году было завербовано более 200 девушек в возрасте от 16 до 25 лет и отправлены в Объединённые Арабские Эмираты, в Великобританию, Германию.
За весь период деятельности группировки для сексуальной эксплуатации были проданы более 500 украинок.

## Детская проституция
Наличие детской проституции наиболее очевидно в крупных украинских городах: Киеве, Одессе и других. В последние годы очень заметной проблемой становится проституция среди несовершеннолетних мальчиков.
Несмотря на нелегальность детской проституции, она широко распространена и относительно слабо преследуется. Большинство украинских детей, которые заняты в сфере оказания сексуальных услуг, является выходцами из небольших населённых пунктов и сельской местности. Многие из них были вынуждены мигрировать в крупные города для получения образования и для них проституция стала средством заработка.
В летнее время года в приморских районах Украины наступает туристический сезон, во время которого рынок сексуальной эксплуатации несовершеннолетних подчиняется запросам местных и иностранных туристов. Ключевую маркетинговую функцию в обеспечении и координации детского секс-туризма на Украине играют специальные онлайн-сервисы и интернет-агентства.